# Aiguines

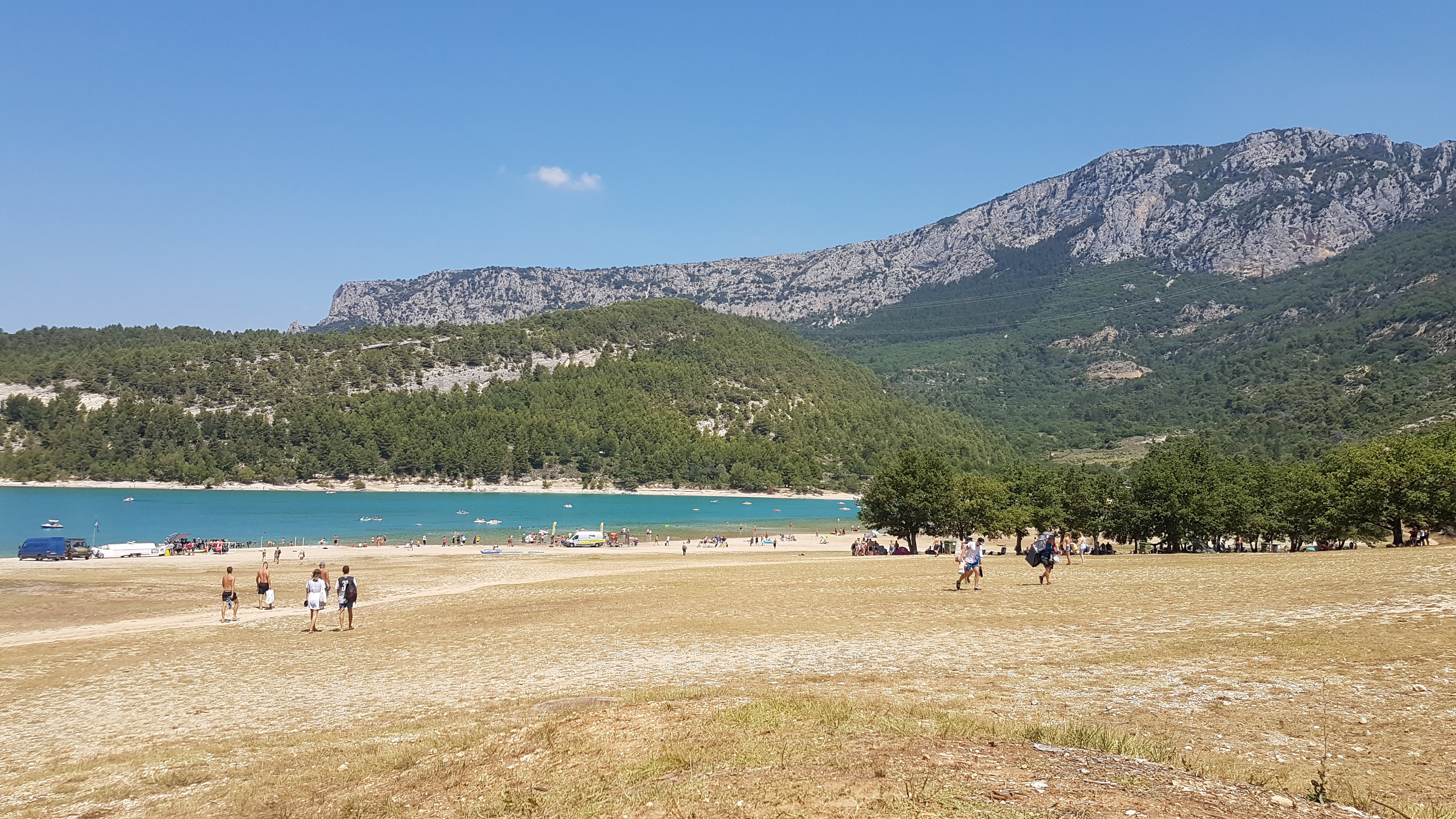
Plage sur le lac de Sainte-Croix.

Aiguines est une commune française située dans le département du Var, en région Provence-Alpes-Côte d'Azur.

## Géographie

### Localisation
Le village, situé au pied du Grand Margès (1 576 m), surplombe le lac de Sainte-Croix et domine l'accès aux gorges du Verdon. C'est à Aiguines que commence la route de la corniche sublime.

### Géologie et relief
La commune est intégrée dans le parc naturel régional du Verdon.
Le territoire communal vaste a plusieurs lieux géographiques remarquables : le Grand Canyon du Verdon, le plan de Canjuers, les avens de Canjuers, la source de Vaumale, le lac de Sainte-Croix et la montagne du Grand Margès. Les 3/5e du territoire sont occupés par le camp militaire de Canjuers.

### Hydrographie et eaux souterraines
Le territoire de la commune est traversé par deux rivières : le Verdon et l'Artuby.
Le projet de schéma d'aménagement et de gestion des eaux (SAEGE) du bassin versant du Verdon a été validé par la commission locale de l'eau, le 13 septembre 2012.
L'hydrographie de la commune s'inscrit dans l'hydrographie d'ensemble du vaste bassin supérieur du Verdon, ce qui explique les mesures prises globalement pour la préservation des ressources en eau et du milieu naturel aquatique.
Une surface de 116 ha de la commune sont sous les eaux du lac de Sainte-Croix.

### Climat
Pour des articles plus généraux, voir Climat de Provence-Alpes-Côte d'Azur et Climat du Var.
En 2010, le climat de la commune est de type climat méditerranéen altéré, selon une étude du Centre national de la recherche scientifique s'appuyant sur une série de données couvrant la période 1971-2000. En 2020, Météo-France publie une typologie des climats de la France métropolitaine dans laquelle la commune est exposée à un climat méditerranéen et est dans une zone de transition entre les régions climatiques « Provence, Languedoc-Roussillon » et « Alpes du sud ».
Pour la période 1971-2000, la température annuelle moyenne est de 12 °C, avec une amplitude thermique annuelle de 16,2 °C. Le cumul annuel moyen de précipitations est de 914 mm, avec 6,8 jours de précipitations en janvier et 3,8 jours en juillet. Pour la période 1991-2020, la température moyenne annuelle observée sur la station météorologique installée sur la commune est de 13,6 °C et le cumul annuel moyen de précipitations est de 805,6 mm. 
La température maximale relevée sur cette station est de 42,3 °C, atteinte le 28 juin 2019 ; la température minimale est de −12,2 °C, atteinte le 7 février 2012,,.
| Mois                                  | jan.          | fév.           | mars          | avril         | mai           | juin          | jui.          | août          | sep.          | oct.          | nov.          | déc.          | année      |
| ------------------------------------- | ------------- | -------------- | ------------- | ------------- | ------------- | ------------- | ------------- | ------------- | ------------- | ------------- | ------------- | ------------- | ---------- |
| Température minimale moyenne (°C)     | 0,3           | −0,1           | 2,5           | 6,1           | 9,6           | 13,5          | 15,6          | 15,4          | 12,7          | 9,6           | 5             | 1,3           | 7,6        |
| Température moyenne (°C)              | 5,4           | 5,6            | 8,7           | 12,3          | 15,9          | 20,3          | 23,1          | 22,6          | 19            | 14,9          | 9,9           | 6,1           | 13,6       |
| Température maximale moyenne (°C)     | 10,5          | 11,3           | 15            | 18,6          | 22,2          | 27,1          | 30,5          | 29,9          | 25,3          | 20,3          | 14,7          | 11            | 19,7       |
| Record de froid (°C) date du record   | −8,7 26.01.05 | −12,2 07.02.12 | −8,5 02.03.05 | −3,1 02.04.22 | 1,2 06.05.19  | 3,4 01.06.06  | 8,8 11.07.07  | 8,5 16.08.08  | 1,9 27.09.20  | −1,4 29.10.12 | −6,3 27.11.10 | −9,2 30.12.05 | −12,2 2012 |
| Record de chaleur (°C) date du record | 24,1 28.01.08 | 22,9 28.02.19  | 25,4 30.03.12 | 28,2 09.04.11 | 32,3 23.05.09 | 42,3 28.06.19 | 38,1 18.07.23 | 39,2 05.08.17 | 33,8 04.09.16 | 31,5 08.10.23 | 23,2 14.11.23 | 20,1 30.12.21 | 42,3 2019  |
| Précipitations (mm)                   | 63,8          | 53,5           | 62,3          | 78,2          | 80,8          | 64,5          | 35,3          | 52,3          | 54,2          | 88,7          | 100,3         | 71,7          | 805,6      |

| Diagramme climatique                                  |              |           |             |             |              |              |              |              |             |            |           |
| J                                                     | F            | M         | A           | M           | J            | J            | A            | S            | O           | N          | D         |
| 10,50,363,8                                           | 11,3−0,153,5 | 152,562,3 | 18,66,178,2 | 22,29,680,8 | 27,113,564,5 | 30,515,635,3 | 29,915,452,3 | 25,312,754,2 | 20,39,688,7 | 14,75100,3 | 111,371,7 |
| Moyennes : • Temp. maxi et mini °C • Précipitation mm |              |           |             |             |              |              |              |              |             |            |           |

Les paramètres climatiques de la commune ont été estimés pour le milieu du siècle (2041-2070) selon différents scénarios d'émission de gaz à effet de serre à partir des nouvelles projections climatiques de référence DRIAS-2020. Ils sont consultables sur un site dédié publié par Météo-France en novembre 2022.

### Protection de l'environnement
La commune dispose de deux stations d'épuration :
- une station de 600 équivalent-habitants pour les habitations du village[11] ;
- une station de 1 400 équivalent-habitants pour le camping municipal[12].

### Voies de communications et transports

#### Voies routières
La commune est traversée par les routes départementales 71 et 957.

#### Transports en commun
- Transport en Provence-Alpes-Côte d'Azur

Outre les transports scolaires, les communes sont desservies par plusieurs lignes de transport en commun.
En effet les collectivités territoriales ont mis en œuvre un « service de transports à la demande » (TAD), réseau régional Zou !.
Les lignes interurbaines :
- Lignes de transports Zou ! La Région Sud est la collectivité compétente en matière de transports non urbains, en application de la loi NOTRe (Nouvelle Organisation Territoriale de la République).

### Communes limitrophes
|                       | Moustiers-Sainte-Marie       |                            |
| Les Salles-sur-Verdon | Aiguines                     | La Palud-sur-Verdon Rougon |
| Bauduen               | Châteaudouble Ampus Vérignon | Trigance                   |

### Sismicité
Il existe trois zones de sismicité dans le Var ; 
- zone 0 : risque négligeable. C'est la situation de bon nombre de communes du littoral varois, ainsi que d'une partie des communes du centre Var ; malgré tout, ces communes ne sont pas à l'abri d'un effet tsunami, lié à un séisme en mer ;
- zone Ia : risque très faible ; cela concerne essentiellement les communes situées dans une bande allant de la montagne Sainte-Victoire au massif de l'Esterel ;
- zone Ib : risque faible ; ce niveau de risque, qui est le plus élevé du département mais pas au niveau national, concerne 21 communes du nord du département.

La commune d'Aiguines est en zone sismique de faible risque Ib.

## Toponymie

### Attestations anciennes
Le nom de la localité est attesté sous la forme Aiguina en 1021, Aquina en 1044,.
En occitan provençal le nom de la commune est orthographié Aiguina selon la norme classique et Eiguino selon la norme mistralienne. La prononciation est [ejgˈinɔ] en occitan, ce qui est francisé en [egˈinə], voire [egˈin] non-localement.

### Étymologie
En occitan, le mot aiga (francisé généralement en aigue, aygue ou eygue) signifie « eau » et le suffixe -in est un suffixe diminutif. Aiguines peut donc se traduire en français par « petites eaux », « lieu où il y a quelques petites sources ». Le -s final n'est pas étymologique, et n'est pas présent dans le nom en occitan provençal (ni écrit ni prononcé). Albert Dauzat lui préfère rapprocher la forme Aquina, d’Aquinum, ancien toponyme en Campanie, Italie, d'origine obscure.

## Histoire

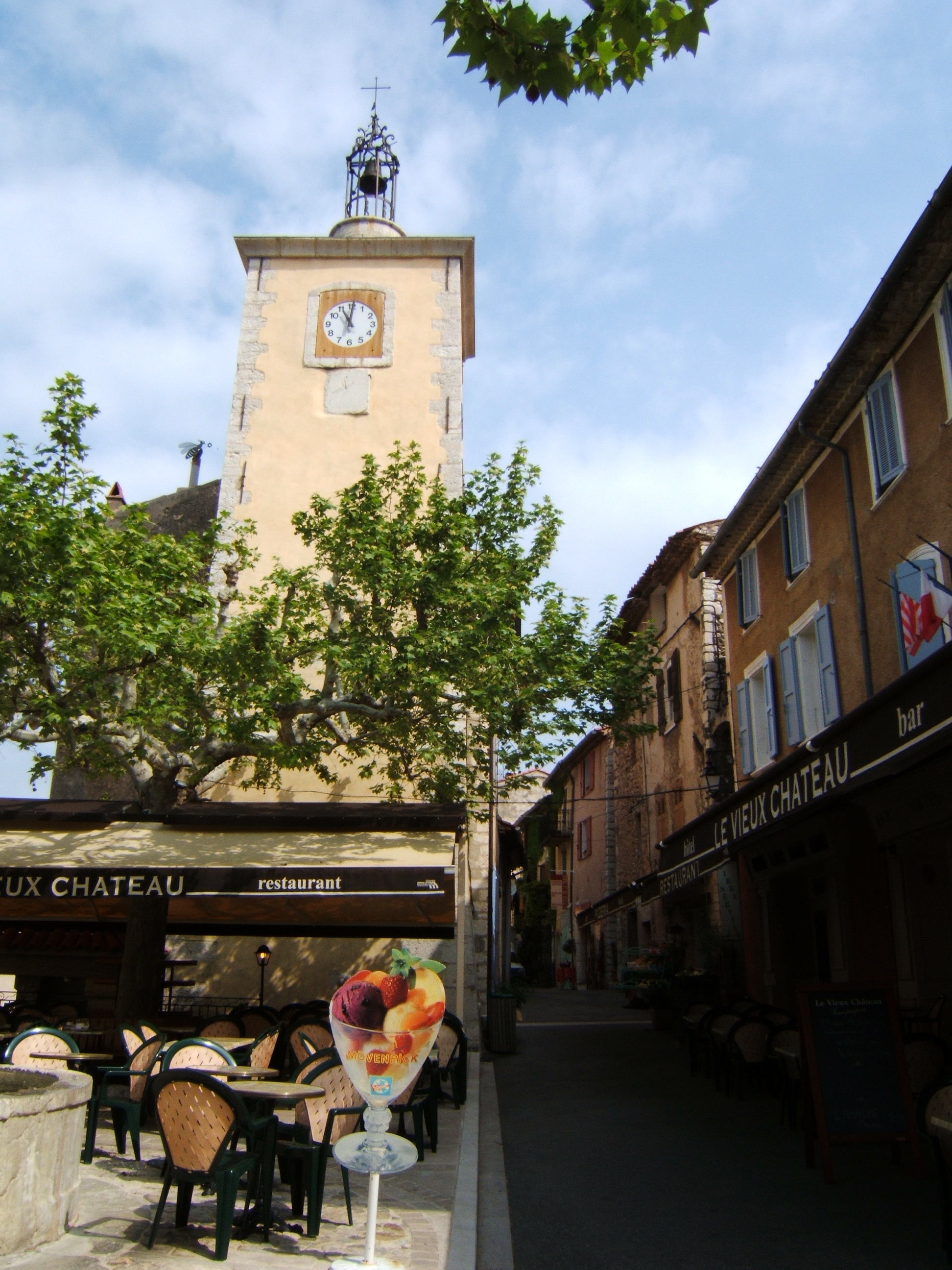
Le clocher d'Aiguines.

On a relevé des traces d’occupation préhistorique, un oppidum gaulois au sud du Grand Margès et le passage d’une voie romaine.
L'installation du « Castrum de Aquina », au Moyen Âge, succède à l'oppidum gaulois situé au sud du Grand Margès. Une construction forte est mentionnée dès 1021 ; d’abord construit sur le Puy (1 056 m), il est rasé puis rebâti plus bas, à l’actuelle chapelle Saint-Pierre (837 m).
Alors possession de l'abbaye bénédictine Saint-Victor de Marseille (XIe), Aiguines devient seigneurie des Baux, puis des Blacas, des Gauthier et des Sabran.
Le château aurait été construit par les templiers à la demande de l'évêque de Riez au XIIe siècle.
Les frères pontifes ont une maison à Aiguines à la fin du Moyen Âge, pour y entretenir le pont du XIIIe siècle.
Le château est à nouveau reconstruit par Balthazar de Gauthier, seigneur du lieu de 1596 à 1641. Les nouveaux bâtiments construits sous Henri IV s'élèvent sur les substructions d'un édifice plus ancien ayant appartenu aux Blacas. La seigneurie d'Aiguines appartint par la suite aux Clapiers, descendants des Vauvenargues, et le château est aujourd'hui privé,.
Dès le XVIe siècle, des artisans, tourneurs de bois, s'installent à Aiguines dont les forêts sont riches en buis. Au XIXe siècle, la commune est peuplée de 800 habitants, dont la moitié vivent dans le village. L'autre partie vit sur le plan de Canjuers pratiquant le pastoralisme et l'élevage de chevaux. C'est ensuite que deux familles créent leurs usines équipées de machines à vapeur dont la principale production est la boule de pétanque cloutée. Le commerce est très florissant jusque dans les années 1920, date de l'apparition de « l'Intégrale », et périclite après la Seconde Guerre mondiale.
Peu avant la Révolution française, l’agitation monte. Outre les problèmes fiscaux présents depuis plusieurs années, la récolte de 1788 avait été mauvaise et l’hiver 1788-89 très froid. L’élection des États généraux de 1789 avait été préparée par celles des États de Provence de 1788 et de janvier 1789, ce qui avait contribué à faire ressortir les oppositions politiques de classe et à provoquer une certaine agitation. C’est au moment de la rédaction des cahiers de doléances, fin mars, qu’une vague insurrectionnelle secoue la Provence. Une émeute frumentaire se produit à Aiguines le 30 mars. Elle parvient à contraindre le conseil communautaire sur plusieurs points :
- les terrains communaux seront défrichés et loués ;
- l’aire ne sera pas affermée ;
- le conseil portera les demandes de coupes de bois des membres de la communauté.

Dans un premier temps, la réaction consiste dans le rassemblement d’effectifs de la maréchaussée sur place. Puis des poursuites judiciaires sont diligentées, mais les condamnations ne sont pas exécutées, la prise de la Bastille comme les troubles de la Grande peur provoquant, par mesure d’apaisement, une amnistie début août.
Durant la Seconde Guerre mondiale, l’armée italienne passe élever des tas de pierres sur les terrains plats pour empêcher les avions de s'y poser. Les maquis sont actifs et ravitaillés par les fermiers. Deux sections du maquis Vallier défilent le 2 juillet 1944 devant le monument aux morts ; le 17 juillet, les FTP sabotent les ponts sur le Verdon et l'Artubie.
La route des Crêtes ou RD 71 est ouverte en 1950. Les travaux ont duré cinq ans pour développer le tourisme dans le village et les gorges du Verdon.
En 1968, 2/3 du territoire de la commune — soit 7 500 ha — ont été réquisitionnés par l'armée pour installer le camp militaire de Canjuers, notamment l'ensemble du plan de Canjuers et la montagne de Mocrouis en longeant la RD 19 et la RD 71. Plusieurs hameaux, bastides et fermes ont été abandonnés et 4 000 brebis ont disparu du Plan par l'arrêt forcé de l'activité des 11 bergeries.
En 1973-1974, fut créé le lac de Sainte-Croix. 116 ha de la commune sont sous les eaux.

## Politique et administration

### Liste des maires
| Période                                  | Période  | Identité                               | Étiquette | Qualité |
| ---------------------------------------- | -------- | -------------------------------------- | --------- | --- |
| 1790                                     | 1790     | François Gros                          |           | Ménager |
| 1790                                     | 1792     | Antoine Bourjac                        |           | Ménager |
| 1792                                     | 1792     | Louis Coulomb                          |           | Tourneur |
| 1792                                     | 1792     | Jean-Baptiste Hutre                    |           | Tourneur |
| 1792                                     | 1800     | Claude Bourjac                         |           | Propriétaire                                                                                                  |
| 1800                                     | 1808     | François Thomas                        |           | Notaire |
| 1808                                     | 1815     | Alexandre-Bonaventure de Blacas-Carros |           | Marquis, Chevalier honoraire de l'ordre de Malte                                                              |
| 1815                                     | 1815     | François Thomas                        |           | Ancien notaire                                                                                                |
| 1815                                     | 1818     | Alexandre-Bonaventure de Blacas-Carros |           | Marquis, Chevalier honoraire de l'ordre de Malte                                                              |
| 1818                                     | 1821     | Marius Girard                          |           | Propriétaire                                                                                                  |
| 1821                                     | 1827     | Baron Gautier d'Aiguines               |           | |
| 1827                                     | 1830     | Jacques Bousquet                       |           | Notaire |
| 1830                                     | 1838     | Marius Girard                          |           | Propriétaire                                                                                                  |
| 1838                                     | 1843     | Pierre Carbonel                        |           | Marchand fabricant de drap                                                                                    |
| 1843                                     | 1846     | Joseph Bourjac                         |           | Propriétaire                                                                                                  |
| 1846                                     | 1848     | Pierre Canton                          |           | Cultivateur                                                                                                   |
| 1848                                     | 1852     | Benjamin Chanteur                      |           | Tourneur |
| 1852                                     | 1855     | Alphonse Faury                         |           | Maréchal-ferrant                                                                                              |
| 1855                                     | 1857     | Pierre Carbonel                        |           | Marchand |
| 1857                                     | 1860     | Alphonse Faury                         |           | Maréchal-ferrant                                                                                              |
| 1860                                     | 1861     | Joseph Bourjac                         |           | Propriétaire                                                                                                  |
| 1861                                     | 1861     | Hippolyte Bourjac                      |           | Maréchal-ferrant                                                                                              |
| 1861                                     | 1867     | Joseph Déléglise                       |           | Propriétaire                                                                                                  |
| 1867                                     | 1869     | Jacques Honorat                        |           | Propriétaire                                                                                                  |
| 1869                                     | 1870     | Joseph Bourjac dit de Coreiasse        |           | Propriétaire                                                                                                  |
| 1870                                     | 1870     | Jean-Pierre Signoret                   |           | Cordonnier |
| 1870                                     | 1871     | François Faury                         |           | Médecin |
| 1871                                     | 1876     | Pierre Couton                          |           | Cultivateur                                                                                                   |
| 1876                                     | 1878     | Pons Bousquet                          |           | Propriétaire                                                                                                  |
| 1878                                     | 1878     | Ferréol Paix                           |           | Maçon |
| 1878                                     | 1881     | Jean-Pierre Signoret                   |           | Cordonnier |
| 1881                                     | 1884     | Honoré Brunet                          |           | Tourneur |
| 1884                                     | 1892     | Désiré Girard                          |           | Propriétaire                                                                                                  |
| 1892                                     | ?        | Antoine Cauvin                         |           | Négociant |
| Les données manquantes sont à compléter. |          |                                        |           | |
| 1947                                     | 1965     | Paul-Emile Maynard                     |           | |
| 1965                                     | 1977     | Ernest Coulomb (1906-1987)             | SFIO-PS   | Instituteur                                                                                                   |
| 1977                                     | 1983     | Edmond Persoglio                       |           | |
| 1983                                     | 1994     | Fernand Chauvin                        |           | |
| 1994                                     | En cours | Charles-Antoine Mordelet               | LR        | Hôtelier de plein-air, vice-président chargé du tourisme à la communauté de communes Lacs et Gorges du Verdon |

## Population et société

### Démographie
L'évolution du nombre d'habitants est connue à travers les recensements de la population effectués dans la commune depuis 1793. Pour les communes de moins de 10 000 habitants, une enquête de recensement portant sur toute la population est réalisée tous les cinq ans, les populations de référence des années intermédiaires étant quant à elles estimées par interpolation ou extrapolation. Pour la commune, le premier recensement exhaustif entrant dans le cadre du nouveau dispositif a été réalisé en 2007.

En 2022, la commune comptait 272 habitants, en évolution de −0,73 % par rapport à 2016 (Var : +4,98 %, France hors Mayotte : +2,11 %).
| 1793 | 1800 | 1806 | 1821 | 1831  | 1836  | 1841  | 1846 | 1851 |
| ---- | ---- | ---- | ---- | ----- | ----- | ----- | ---- | ---- |
| 913  | 934  | 992  | 993  | 1 041 | 1 079 | 1 033 | 951  | 934  |

| 1856 | 1861 | 1866 | 1872 | 1876 | 1881 | 1886 | 1891 | 1896 |
| ---- | ---- | ---- | ---- | ---- | ---- | ---- | ---- | ---- |
| 933  | 896  | 835  | 830  | 771  | 766  | 721  | 643  | 607  |

| 1901 | 1906 | 1911 | 1921 | 1926 | 1931 | 1936 | 1946 | 1954 |
| ---- | ---- | ---- | ---- | ---- | ---- | ---- | ---- | ---- |
| 607  | 570  | 581  | 390  | 313  | 279  | 280  | 205  | 206  |

| 1962 | 1968 | 1975 | 1982 | 1990 | 1999 | 2006 | 2007 | 2012 |
| ---- | ---- | ---- | ---- | ---- | ---- | ---- | ---- | ---- |
| 174  | 165  | 132  | 161  | 207  | 219  | 251  | 255  | 269  |

| 2017 | 2022 | - | - | - | - | - | - | - |
| ---- | ---- | - | - | - | - | - | - | - |
| 276  | 272  | - | - | - | - | - | - | - |

### Enseignement
Établissements d'enseignements :
- Écoles maternelle et primaire[37],
- Collège à Riez,
- École de tournage sur bois[38].

### Santé
Professionnels et établissements de santé : 
- médecins à Régusse, Moustiers-Sainte-Marie, Riez ;
- pharmacies à Aups, Régusse, Salernes ;
- une maison de Santé Pluriprofessionnelle a été construite à Aups[40], intégrant des paramédicaux et un lieu ressource « Social et solidaire ».
- l'hôpital le plus proche est le Centre hospitalier de la Dracénie et se trouve à Draguignan, à 45 km[41],[42]. Il dispose d'équipes médicales dans la plupart des disciplines[43] : pôles médico-technique ; santé mentale ; cancérologie ; gériatrie ; femme-mère-enfant ; médecine-urgences ; interventionnel.

### Cultes
- Culte catholique : l’église Saint-Pierre-ès-Liens d'Aiguines appartient à la paroisse des Salles-sur-Verdon (diocèse de Fréjus-Toulon)[44].

## Économie
Le village est célèbre pour ses tourneurs sur bois fabriquant des boules de pétanque bardées de clous, activité principale de la commune jusque dans les années 1920. Un musée a été inauguré dans une ancienne fabrique du village.
Aujourd'hui, Aiguines vit essentiellement du tourisme.

## Budget et fiscalité
Les comptes de la commune, :
| Postes                                            | 2009  | 2010  | 2011    | 2012    | 2013  | 2014  | 2015  | 2016  | 2017  | 2018  | 2019    |
| ------------------------------------------------- | ----- | ----- | ------- | ------- | ----- | ----- | ----- | ----- | ----- | ----- | ------- |
| Produits de fonctionnement                        | 849 € | 785 € | 1 078 € | 1 000 € | 854 € | 884 € | 883 € | 863 € | 981 € | 935 € | 1 026 € |
| Charges de fonctionnement                         | 839 € | 691 € | 872 €   | 1 219 € | 841 € | 997 € | 881 € | 831 € | 891 € | 894 € | 856 €   |
| Ressources d’investissement                       | 255 € | 418 € | 359 €   | 503 €   | 632 € | 329 € | 182 € | 97 €  | 103 € | 220 € | 72 €    |
| Emplois d'investissement                          | 501 € | 322 € | 573 €   | 311 €   | 764 € | 229 € | 213 € | 122 € | 214 € | 187 € | 81 €    |
| Dette                                             | 56 €  | 41 €  | 27 €    | 195 €   | 477 € | 457 € | 431 € | 412 € | 80 €  | 353 € | 323 €   |
| Source : Ministère de l’Économie et des Finances. |       |       |         |         |       |       |       |       |       |       |         |

Fiscalité 2019
- Taux d’imposition taxe d'habitation : 9,61 %
- Taxe foncière sur propriétés bâties : 3,99 %
- Taxe foncière sur les propriétés non bâties : 34,63 %
- Taxe additionnelle à la taxe foncière sur les propriétés non bâties : 0,00 %
- Cotisation foncière des entreprises : 0,00 %
- Montant total des dettes dues par la commune : 323 000 €, soit 1 170,00 € par habitant.

Chiffres clés Revenus et pauvreté des ménages en 2018 : médiane en 2018 du revenu disponible, par unité de consommation : 15 120 €.

### Intercommunalité
La communauté de communes « Lacs et Gorges du haut-Verdon (LGV) » constituée initialement de 11 communes (Aiguines ; Artignosc-sur-Verdon ; Aups ; Baudinard-sur-Verdon ; Bauduen ; Moissac-Bellevue ; Les Salles-sur-Verdon ; Régusse ; Tourtour ; Vérignon ; Villecroze) comprend désormais 16 communes après intégration de 5 communes supplémentaires au 1er janvier 2017 : Trigance, Le Bourguet, Brenon, Châteauvieux et La Martre,.
Son président en exercice est Rolland Balbis (maire de Villecroze). Ont été élus vice-présidents : 
- Mme Raymonde Carletti (maire de La Martre) 1er vice-président : Administration Générale et Finances ;
- M. Antoine Faure (maire d'Aups) 2e vice-président : Aménagement du Territoire (SCOT) et transition ;
- M. Charles-Antoine Mordelet 3e vice-président (maire d'Aiguines) : Tourisme et Itinérance ;
- M. Fabien Brieugne 4e vice-président (maire de Tourtour) : Agriculture, Fibre et numérique, Développement éco ;
- M. Pierre Constant 5e vice-président (commune de Villecroze)[55] ;
- M. Serge Constant 6e vice-président (commune d'Artignosc-sur-Verdon).

La Communauté de communes Lacs et Gorges du Verdon compte désormais 34 représentants + 12 suppléants pour 16 communes membres.

## Urbanisme

### Typologie
Au 1er janvier 2024, Aiguines est catégorisée commune rurale à habitat dispersé, selon la nouvelle grille communale de densité à sept niveaux définie par l'Insee en 2022.
Elle est située hors unité urbaine et hors attraction des villes,.
La commune, bordée par un plan d’eau intérieur d’une superficie supérieure à 1 000 hectares, le lac de Sainte-Croix, est également une commune littorale au sens de la loi du 3 janvier 1986, dite loi littoral. Des dispositions spécifiques d’urbanisme s’y appliquent dès lors afin de préserver les espaces naturels, les sites, les paysages et l’équilibre écologique du littoral, telles que le principe d'inconstructibilité, en dehors des espaces urbanisés, sur la bande littorale des 100 mètres, ou plus si le plan local d’urbanisme le prévoit.

### Occupation des sols

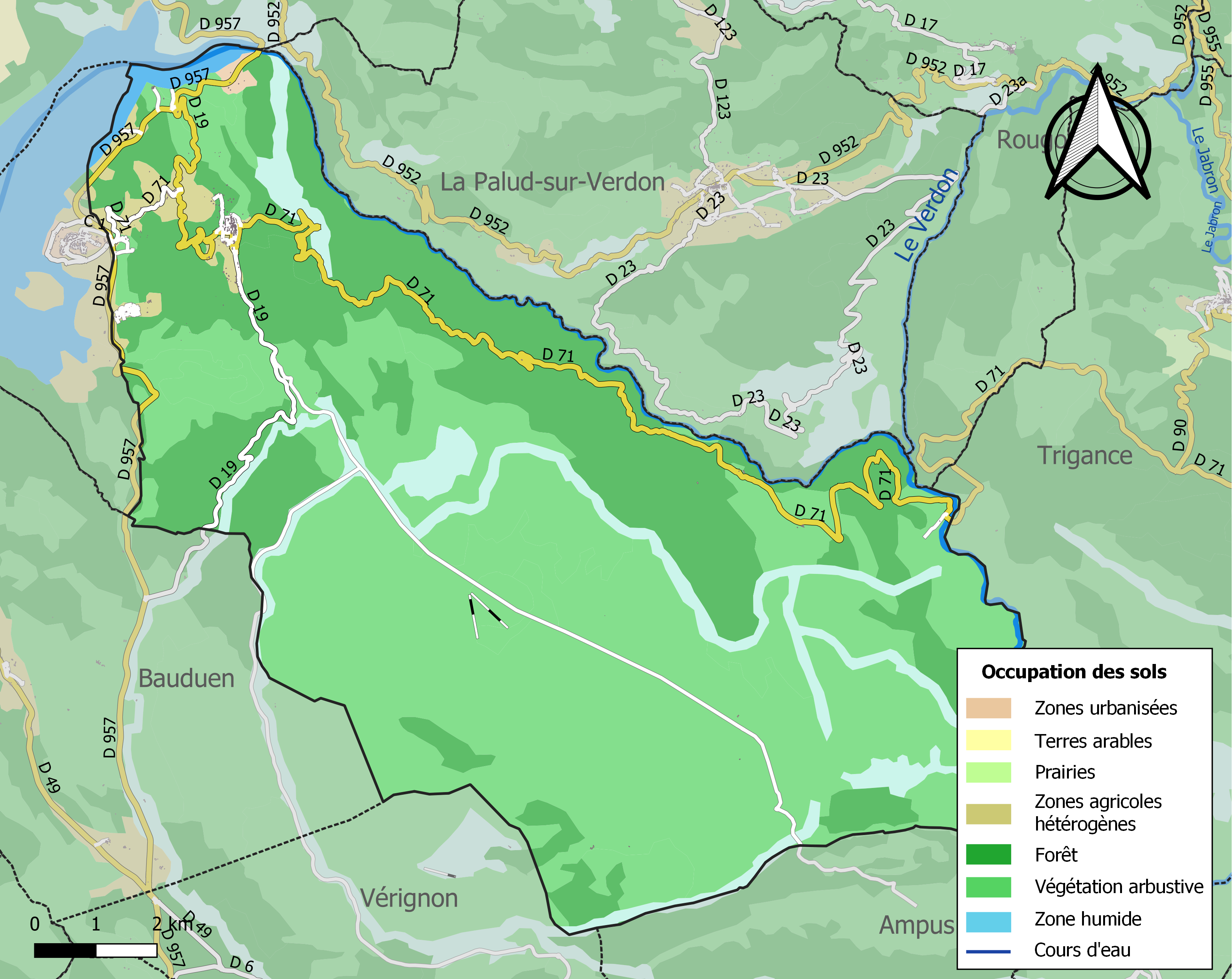
Carte des infrastructures et de l'occupation des sols de la commune en 2018 (CLC).

Le tableau ci-dessous présente l'occupation des sols de la commune en 2018, telle qu'elle ressort de la base de données européenne d’occupation biophysique des sols Corine Land Cover (CLC).
| Type d’occupation                                                                   | Pourcentage | Superficie (en hectares) |
| ----------------------------------------------------------------------------------- | ----------- | ------------------------ |
| Tissu urbain discontinu                                                             | 0,01 %      | 1                        |
| Équipements sportifs et de loisirs                                                  | 0,2 %       | 26                       |
| Systèmes culturaux et parcellaires complexes                                        | 1,7 %       | 201                      |
| Surfaces essentiellement agricoles interrompues par des espaces naturels importants | 0,2 %       | 27                       |
| Forêts de feuillus                                                                  | 29,4 %      | 3423                     |
| Forêts de conifères                                                                 | 3,7 %       | 436                      |
| Forêts mélangées                                                                    | 0,9 %       | 109                      |
| Pelouses et pâturages naturels                                                      | 33,4 %      | 3891                     |
| Landes et broussailles                                                              | 17,8 %      | 2068                     |
| Forêt et végétation arbustive en mutation                                           | 4,3 %       | 504                      |
| Végétation clairsemée                                                               | 7,5 %       | 875                      |
| Plans d'eau                                                                         | 0,7 %       | 77                       |
| Source : Corine Land Cover                                                          |             |                          |

L'occupation des sols met en évidence la nette prédominance de la végétation arbustive et/ou herbacée (55,5 %) sur la forêt (34,0 %) et les territoires agricoles (1,9 %) ainsi qu'une faible urbanisation du territoire. La forêt est constituée majoritairement de feuillus.

## Culture locale et patrimoine

### Lieux et monuments
- Mairie.

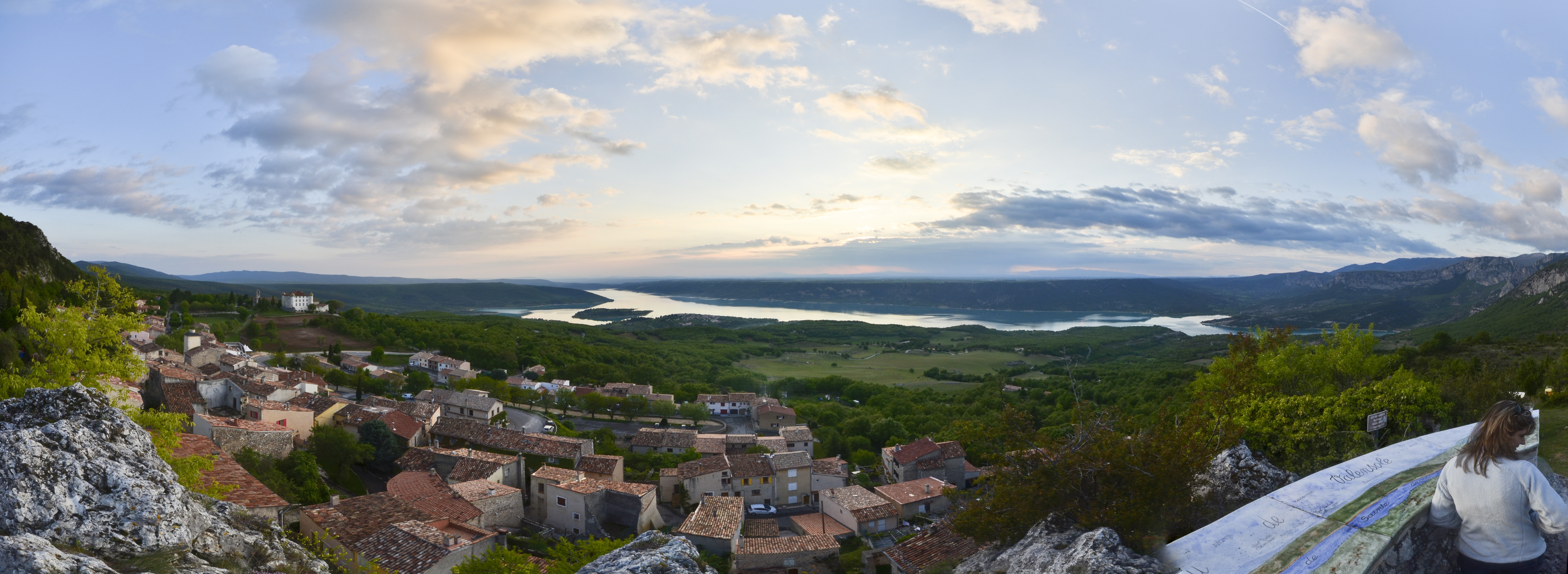
Vue sur Aiguines et le lac de Sainte-Croix depuis la chapelle Saint-Pierre.
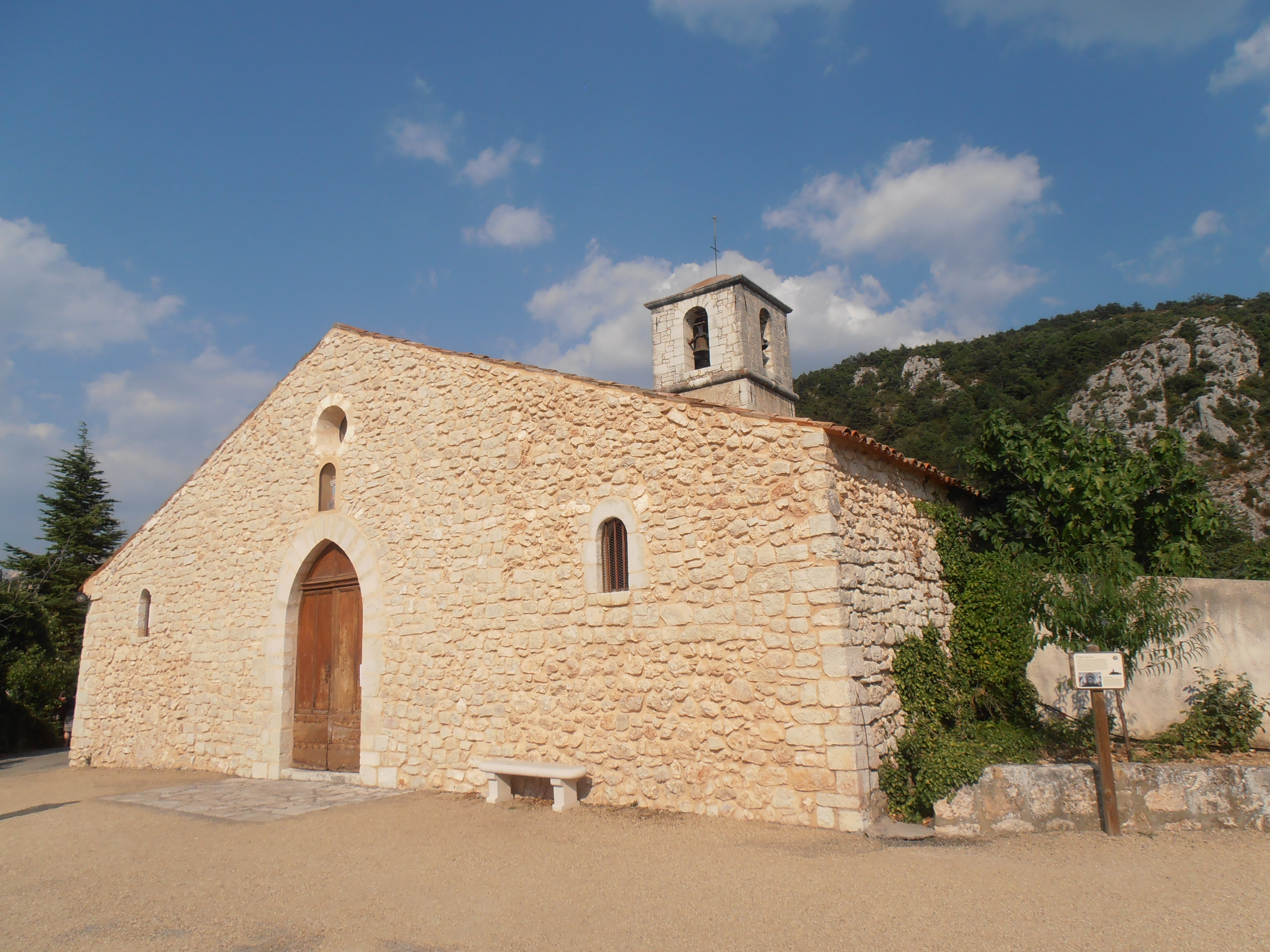
Église Saint-Jean.
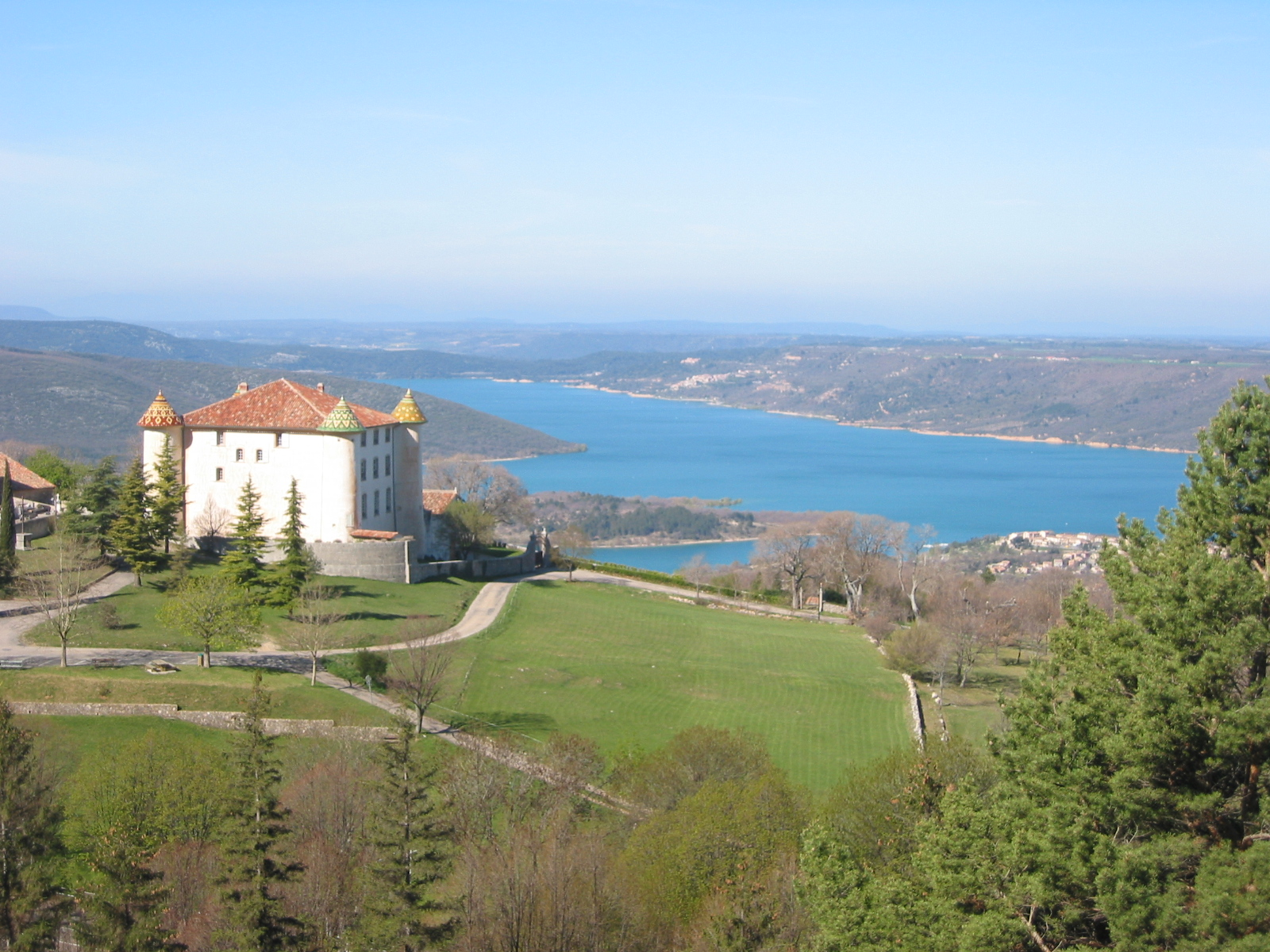
Le château d'Aiguines surplombant le lac de Sainte-Croix.
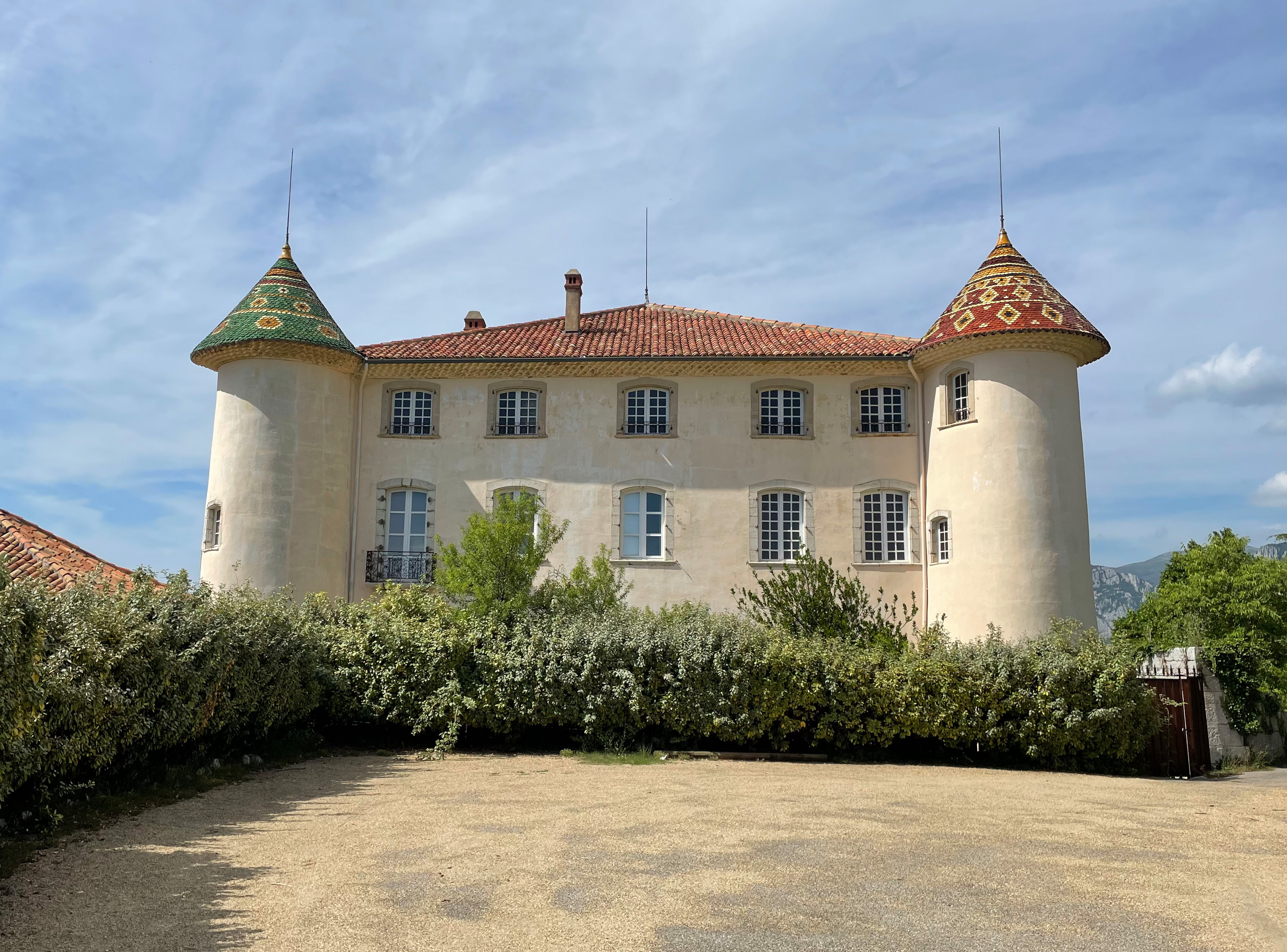
Le château d'Aiguines.
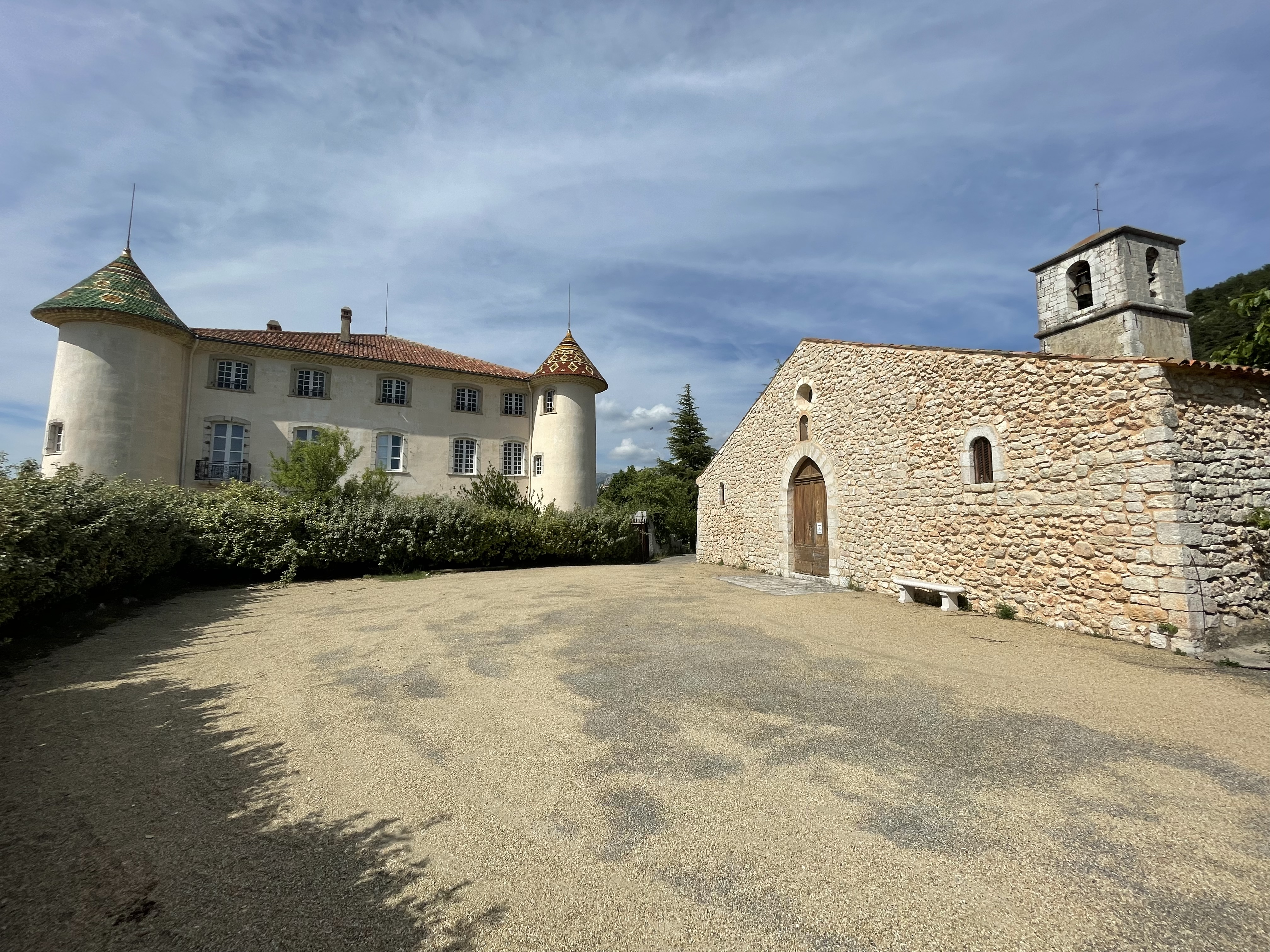
Le château et l'église Saint-Jean.

Patrimoine religieux
- L'église paroissiale Saint-Jean-et-Notre-Dame en face du château, avec ses tuiles vernissées.
- La chapelle Saint-Pierre[63], au-dessus du village, présente un joli panorama sur le lac de Sainte-Croix et le plateau de Valensole.

Autres patrimoines
- Le Musée de la tournerie sur bois[64].

Inauguré en 1980 dans le dernier atelier de tournerie d'Albert Rouvier, qui a maintenu la tradition de la boissellerie jusqu'en 1978.
- Le beffroi carré à campanile cylindrique[65].
- La tour de l'horloge[66].
- Le lavoir et ses peintures en trompe-l'œil[67].
- La maison des Consuls, avec sa belle façade XVIIIe siècle située en face de la mairie.
- Le château d'Aiguines[68],[69],[70].

C'est un château privé, non ouvert au public. Restauré en 1606 par Balthazar de Gauthier.
Il a subi de nombreuses transformations (annexes, jardins) vers 1720/1750. Il a été racheté en 1989 et restauré.
- Le château de Chanteraine.

Fief seigneurial de la famille de Blacas depuis le XIIIe siècle et situé à 3 km au sud-ouest d'Aiguines.
- Ferme de la Médecine, située dans le Plan de Canjuers[74].

Elle abrite la dernière sorcière de Provence. Jusqu'à la dernière guerre, la mère Bousquet, une « bonne sorcière » y préparait, à l'aide d'herbes cueillies sur le plan, de mystérieuses potions curatives (interdite au public),.
- le « Grand aven de Canjuers » (285 m de profondeur)[77], l'« Aven de la Citerne » (280 m)[78], le « Clos de Fayoun » (140 m), l'« Aven de la Cabane du Nouguier » (137 m), le« Grand Aven de la Nouguière » (137 m), ainsi que plusieurs dizaines d'autres cavités naturelles souterraines pénètrent le sous-sol karstique du plan de Canjuers (en zone militaire, interdite au public)[79].
- Le pont de l'Artuby ou pont de Chaulière, 182 mètres de haut.
- La table d'orientation[80].

### Le musée des tourneurs sur bois
Le tournage sur bois a pendant plusieurs siècles été au cœur de la vie économique du village d’Aiguines. Afin de mettre en valeur ce patrimoine artisanal exceptionnel, la commune a créé en 1980 un Musée des Tourneurs sur Bois associant le savoir-faire d’hier et la création contemporaine.
Car si la boule en bois cloutée n'est plus fabriquée, le métier de tourneur sur bois est resté à Aiguines. Ce qui a changé, ce sont les pièces, leurs fonctions, leurs destinations : l’artisan est devenu un artiste. De l’artisanat à l’art, d’un patrimoine reconnu au développement international d’une production artistique, le musée raconte l’histoire  des Tourneurs sur Bois à Aiguines.

### L'École Escoulen
Grâce à Jean-François Escoulen, tourneur sur bois renommé, la commune a créé en 2004 une école dédiée au tournage sur bois.
L’École Escoulen a pour vocation de promouvoir le tournage sur bois contemporain, aussi bien auprès d’un public d’amateurs que de professionnels. Car le tournage sur bois, désormais reconnu comme métier d’art, ne se pratique plus au sein d’un atelier à répéter des gestes mécaniques pour une production en série, mais produit aujourd'hui des pièces artistiques, pièces à façon et petites séries.
L’École Escoulen organise également des événements, comme Les Petites Journées d’Aiguines, congrès annuel de tournage sur bois, et Le Grand Atelier, séminaire de collaboration entre métiers d’art.

### Personnalités liées à la commune
- Louis Leubas (1870-1932), acteur de théâtre et de cinéma mort à Aiguines où il s'était retiré.

### Héraldique
| Armes de Aiguines | Les armes peuvent se blasonner ainsi : De gueules à la jument d'argent. |